# Tenuihippus
Tenuihippus is een geslacht van rechtvleugeligen uit de familie veldsprinkhanen (Acrididae). De wetenschappelijke naam van dit geslacht is voor het eerst geldig gepubliceerd in 1994 door Willemse.

## Soorten
Het geslacht Tenuihippus  is monotypisch en omvat slechts de volgende soort:
- Tenuihippus parvus (Willemse, 1994)